# Porte Dorée
Porte Dorée is een gebied en toegangspoort (Portes de Paris) tot de stad Parijs, gelegen aan de Boulevards des Maréchaux (boulevards extérieurs) in het 12e arrondissement.
Porte Dorée was een fysieke stadspoort, onderdeel van de 19e-eeuwse stadsomwalling van Thiers.

## Metro
- Porte Dorée (metrostation)